# Cerro San Pedro
Cerro San Pedro är ett berg i Spanien.   Det ligger i provinsen Provincia de Madrid och regionen Madrid, i den centrala delen av landet, 30 km norr om huvudstaden Madrid. Toppen på Cerro San Pedro är 1 404 meter över havet, eller 474 meter över den omgivande terrängen. Bredden vid basen är 13,3 km.
Terrängen runt Cerro San Pedro är kuperad österut, men västerut är den platt.Runt Cerro San Pedro är det mycket tätbefolkat, med 1 517 invånare per kvadratkilometer. Närmaste större samhälle är Colmenar Viejo, 9,2 km sydväst om Cerro San Pedro. Omgivningarna runt Cerro San Pedro är i huvudsak ett öppet busklandskap.